# Burg Friedberg (Bad Saulgau)
Die Burg Friedberg ist eine abgegangene Höhenburg auf einem Vorsprung der Anhöhe am südlichen Ortsrand von Friedberg, einem Stadtteil von Bad Saulgau im baden-württembergischen Landkreis Sigmaringen in Deutschland.

## Geschichte
Eine Burg „Vriedeberch“ wird erstmals 1247 urkundlich erwähnt, als Graf Mangold von Nellenburg in der Burg „Vriedeberch“ eine Urkunde ausstellte. Das Dorf war damals Zentralort der gleichnamigen Grafschaft Friedberg. Graf Mangold verkaufte die Grafschaft 1282 an König Rudolf von Habsburg um 1480 Mark Silber. Da Habsburg in Geldnöten war, wurde die Grafschaft schon bald darauf verpfändet.
Die Burg, von deren Anlage nichts bekannt ist, existiert seit 1404 nicht mehr. Heute bildet die Schlossbergterrasse den örtlichen Festplatz.

## Landschaftsschutzgebiet
Das Gebiet rund um die ehemalige Burgstelle ist unter dem Namen „Ehemalige Burg bei Friedberg“ als Landschaftsschutzgebiet ausgewiesen.